# Cockrell Township
Cockrell Township est un township du comté de Chariton dans le Missouri, aux États-Unis,. Il est baptisé, probablement, en référence à Francis Cockrell (en).

## Source de la traduction
- (en) Cet article est partiellement ou en totalité issu de l’article de Wikipédia en anglais intitulé « Cockrell Township, Chariton County, Missouri » (voir la liste des auteurs).